# Tracy Nelson (actrice)
Pour les articles homonymes, voir Tracy Nelson et Nelson.
Tracy Nelson est une actrice américaine née le 25 octobre 1963 à Santa Monica, en Californie (États-Unis).

## Biographie
Elle est la fille de Ricky Nelson et de Kristin Harmon. Elle est aussi la nièce de Mark Harmon et la petite-fille de Tom Harmon.

## Filmographie

### Cinéma
- 1968 : Les Tiens, les Miens, le Nôtre (Yours, Mine and Ours) de Melville Shavelson : Germaine Beardsley
- 1984 : Maria's Lovers de Andreï Kontchalovski : Joanie
- 1986 : Le Clochard de Beverly Hills (Down and Out in Beverly Hills) de Paul Mazursky : Jenny Whiteman
- 1995 : The Adventures of Mary-Kate & Ashley: The Case of the Sea World Adventure de Neal Israel : La mère de Mary-Kate et Ashley
- 1995 : The Adventures of Mary-Kate & Ashley: The Case of the Mystery Cruise de Neal Israel : La mère de Mary-Kate et Ashley
- 1998 : The Night Caller (en) de Robert Malenfant : Beth Needham
- 2000 : The Bus Stop de Eugene Williams :
- 2000 : Perfect Game (en) de Dan Guntzelman : Diane Crosby
- 2000 : Une baby-sitter trop parfaite (The Perfect Nanny) de Robert Malenfant : Andrea McBride / Nikki Harcourt
- 2000 : Home the Horror Story de Temístocles López : Linda Parkinson
- 2001 : Dumb Luck de Craig Clyde : Kelly Jordan
- 2002 : Chauve-souris, la vengeance carnivore (Fangs) de Kelly Sandefur : Ally Parks
- 2005 : Miracle at Sage Creek de James Intveld : Adrianne
- 2009 : The Telemarketers: 36 Hrs de Lonny Stevens : Taylor
- 2013 : My Stepbrother Is a Vampire!?! de David DeCoteau : Denise
- 2015 : A Fatal Obsession (es) de James Camali : Christie Ryan
- 2016 : Arlo: The Burping Pig de Tom DeNucci : Mrs Pritchett
- 2016 : The Last Note (en) de Robert Zameroski : Sis
- 2019 : As Long As I'm Famous de Bruce Reisman : Theda Bara

### Télévision

#### Téléfilms
- 1986 : Pleasures (en) de Sharron Miller : Annie Benton
- 1986 : Kate's Secret (en) de Arthur Allan Seidelman : Patch Reed
- 1987 : Home de Sheldon Larry : Susan Costigan
- 1987 : Tonight's the Night de Bobby Roth : Jamie Davies
- 1987 : Touristes en délire (If It's Tuesday, It Still Must Be Belgium) de Bob Sweeney : Randi Wainwright
- 1992 : Highway Heartbreaker de Paul Schneider : Annie
- 1992 : Perry Mason - La robe rouge (Perry Mason: The Case of the Reckless Romeo) de Christian I. Nyby II : Charley Adams
- 1993 : Cas de conscience (No Child of Mine) de Michael Katleman: Tammy
- 1994 : Ray Alexander: A Taste for Justice de Gary Nelson : Donna Colla
- 1995 : Ray Alexander: A Menu for Murder de Gary Nelson : Donna Colla
- 1996 : Au-delà des maux (For Hope) de Bob Saget : Annie Altman
- 1997 : Touched By Evil (en) de James A. Contner : Clara Devlin
- 1999 : La Promesse d'une mère (The Promise) de Bethany Rooney : Lisa Miles
- 2000 : Sous les yeux d'un intrus (The Perfect Tenant) de Doug Campbell : Rachel
- 2002 : Essaim mortel (Killer Bees) de Penelope Buitenhuis : Audrey Harris
- 2004 : Les Liens du mariage (The Perfect Husband) de Douglas Jackson : Lisa Kellington
- 2005 : Une mère sans défense (A Killer Upstairs) de Douglas Jackson : Sandra Nowlin
- 2006 : Rivalité maternelle (The Rival) de Douglas Jackson : Alice Miller
- 2007 : Un grand-père pour Noël (A Grandpa for Christmas) de Harvey Frost : Marie O'Riley
- 2008 : Périls sur la terre (Polar Opposites / Deadly Shift) de Fred Olen Ray : Jenna
- 2016 : Le meurtre en héritage (The Wrong Child) de David DeCoteau : Joyce
- 2016 : La chance d'une vie (Emma's Chance) de Anna Elizabeth James : Principal Matheson
- 2018 : The Wrong Friend de David DeCoteau : Mme Nelson
- 2019 : Effroyable belle-mère (The Wrong Stepmother) de David DeCoteau : Dr Harris
- 2019 : L'assassin qui a séduit ma fille (The Wrong Boy Next Door) de David DeCoteau : Professeur
- 2019 : Trouver l’amour à Noël (Christmas Matchmakers) de David DeCoteau : Mme Russell
- 2021 : The Wrong Prince Charming de David DeCoteau : Détective Klein

#### Séries télévisées
- 1982-1983 : Square Pegs : Jennifer DiNuccio (20 épisodes)
- 1983 : Hôtel : Isabel Darby (saison 1, épisode 1)
- 1984 : Hôpital St Elsewhere (St. Elsewhere) : Jennifer Milbourne (saison 2, épisode 19)
- 1984 - 1985 : Sacrée Famille (Family Ties) : Deena Marx (2 épisodes)
- 1985 : La croisière s'amuse (The Love Boat) : Sandy (saison 8,  épisode 17)
- 1984-1985 : Glitter (en) : Angela Timini (14 épisodes)
- 1986 : Comedy Factory : Michelle (saison 2, épisode 2)
- 1986 : CBS Schoolbreak Special : Lori (saison 4, épisode 1)
- 1989-1991 : Le Père Dowling (Father Dowling Mysteries) : Sœur Stephanie 'Steve' Oskowski (42 épisodes)
- 1993 : A League of Their Own (en) : Evelyn Gardner (6 épisodes)
- 1994 : Matlock : Jessie Morgan (saison 8, épisode 19)
- 1994 : L'Homme à la Rolls (Burke's Law) : Eve Baker (saison 1, épisode 11)
- 1994-1995 : Melrose Place : Meredith Parker (4 épisodes)
- 1995 : Une nounou d'enfer (The Nanny) : Mary Ruth (saison 2, épisode 25)
- 1995 : La Saga des McGregor (Snowy River: The McGregor Saga) : Ruth Whitney (5 épisodes)
- 1996 : Les Anges du bonheur (Touched by an Angel) : Lisa Magdaleno (saison 2, épisode 12)
- 1996 : Diagnostic : Meurtre (Diagnosis Murder) : Kristie Lofton (saison 3, épisode 15)
- 1998 : Seinfeld : Janet (saison 9, épisode 13)
- 1998 : Murphy Brown : Lisa (saison 10, épisode 13 et 18)
- 2000 : Sept à la maison (7th Heaven) : Pauline (saison 5, épisode 8)
- 2002 : Will et Grace (Will & Grace) : Alison (saison 4, épisode 22)
- 2003 : Une famille presque parfaite (Still Standing) : Elise Larkin (saison 2, épisode 3)

## Voix françaises
- Dorothée Jemma dans Hôtel (1983)